# اندیس قارنه
قارنه یک اندیس مصالح ساختمانی است که در حوالی شهر کوهپایه استان اصفهان قرار دارد و مادهٔ معدنی موجود در آن، تراورتن است.  